# Aussun de Tarba
Aussun (en francès Ossun) és un municipi francès situat al departament dels Alts Pirineus i a la regió d'Occitània.

## Demografia
| 1962                                       | 1968  | 1975  | 1982  | 1990  | 1999  | 2007  |
| ------------------------------------------ | ----- | ----- | ----- | ----- | ----- | ----- |
| 1.851                                      | 1.896 | 1.837 | 1.757 | 2.083 | 2.171 | 2.325 |
| Des de 1962: població sense dobles comptes |       |       |       |       |       |       |

## Administració
| Període   | Identitat                | Partit |
| --------- | ------------------------ | ------ |
| 1929-1936 | Adrien Merillon          |        |
| 1936-1945 | Jean Peyou               |        |
| 1945-1977 | Jean Turettes            |        |
| 1977-1989 | Pierre Baget             |        |
| 1989-1995 | Edouard Menginou-Bouette |        |
| 1995-2001 | Charles Barreat          | PS     |
| 2001-     | Michael Hourne           | PS     |